# Angranthellea
× Angranthellea, (abreviado Angtla) en el comercio, es un híbrido intergenérico entre los géneros de orquídeas Aerangis × Angraecum × Jumellea. Fue publicado en Orchid Rev.   96(1138) cppo: 8 (1988).